# 외젠 포티에

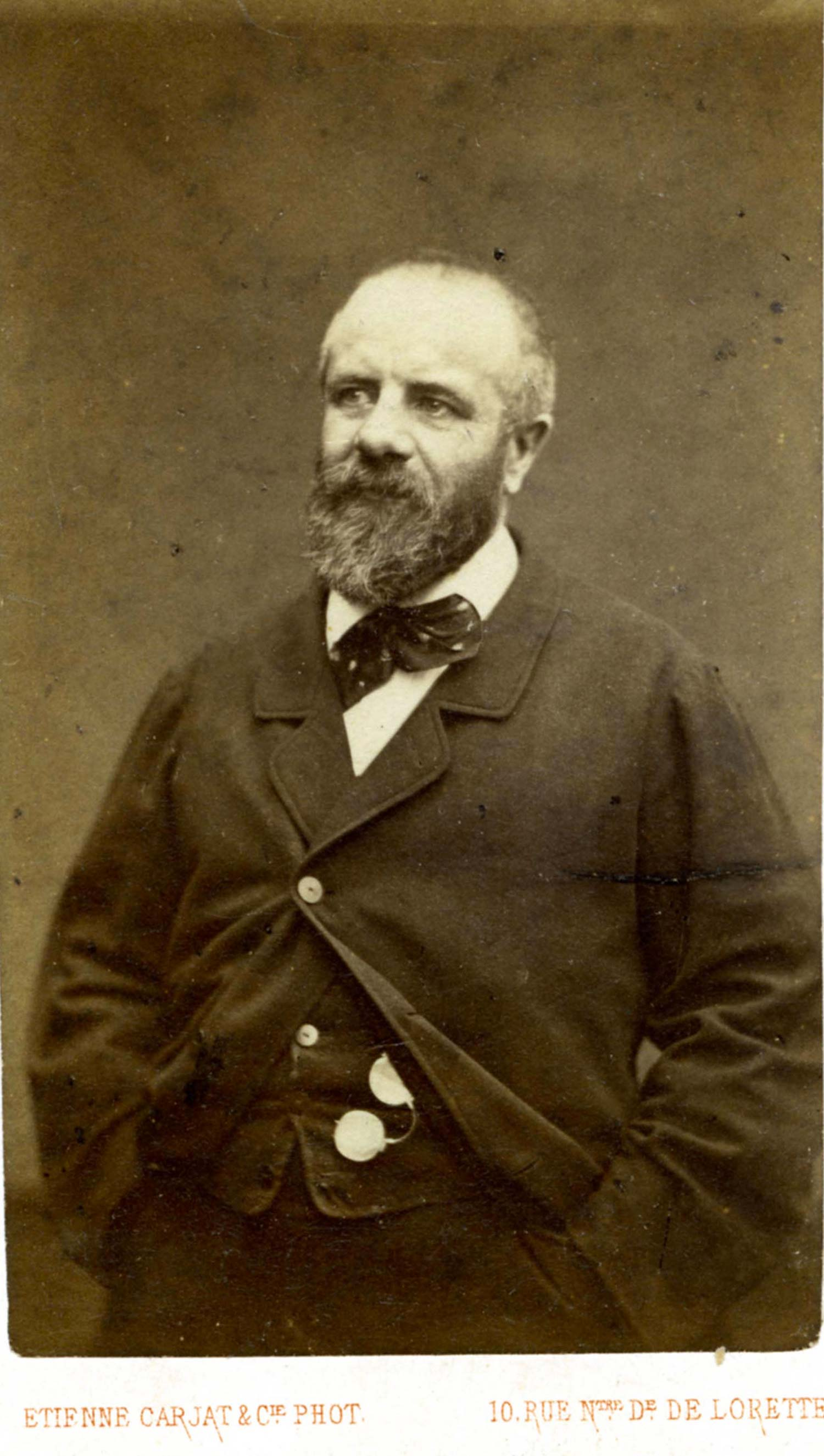
외젠 포티에

외젠 에덴 포티에(프랑스어: Eugène Edine Pottier, 1816년 10월 4일 ~ 1887년 11월 6일)는 프랑스의 시인이자 혁명가로, 인터내셔널가의 가사를 쓴 사람으로 유명하다.

## 일생
그는 의류 디자이너였다. 그러던 1830년 그는 처음으로 대중가요인 자유 만세(프랑스어: Vive la Liberté 비브 라 리베흐테[*])를 작곡하였다. 1840년에는 지금이야말로 일어서리라(프랑스어: il est bien temps que chacun ait sa part 일에 비엥 땅 께 샤쿤 아이 사 빠흐뜨[*])를 발표하였다. 1848년 2월 혁명에 참가했고, 제2공화국 치하에서 제본사를 운영했다.
1870년 프로이센 군에 의해 파리가 함락되자, 포티에는 군대에 입대하였다. 1871년 당시의 파리 코뮌에도 적극적인 참여를 하였고, 이러한 상황 속에서 《인터내셔널가》를 작사했다. 그 중 영국으로 망명했으나, 1873년 사형을 선고받았다. 1880년 특사를 받고 귀국했으나, 건강 악화로 죽음을 맞이했다.
그의 묘지는 파리에 있다.